# Дерменджи, Эюп Эреджепович
Эюп Эреджепович Дерменджи (14 февраля 1907, Кекенеиз, Таврическая губерния — 11 сентября 1945, Гурьев) — советский крымскотатарский писатель

 и педагог. Член Союза писателей СССР (1934).

## Биография
Родился 14 февраля 1907 года в селе Кекенеиз Ялтинского уезда Таврической губернии. Окончил Крымский государственный педагогический институт имени М. В. Фрунзе. Занимался учительской деятельностью. Автор учебников для крымскотатарских школ, среди которых «Ана тили дерслиги» («Учебник по родному языку»), «Догъру язув» («Правописание»; оба — 1938), «Грамматика ве догъру язув» («Грамматика и правописание», 1940).
В 1928 году дебютировал в качестве поэта. С 1934 года — член Союза писателей СССР. Автор поэтического сборника «Алев орьгюси» («Узор пламени», 1934). Дерменджи также писал произведения для детей, включая сказки «Къартбаба ве онынъ Арслан копеги» («Дедушка и его пёс Арслан», 1931), «Айнеджи тилькининъ олюми» («Смерть хитрой лисички», 1939), стихотворение «Асанчыкъ» («Асанчик», 1937).
В 1944 году, во время Великой Отечественной войны, был мобилизован в трудовую армию. Работал на стройке в городе Гурьев Казахская ССР. Из-за тяжёлых условий труда и преследований 11 сентября 1945 года покончил жизнь самоубийством.